# المعينة (حجة)
المعينة هي إحدى قرى الجمهورية اليمنية. تتبع جغرافيا لمحافظة حجة وإداريًا لمديرية بني قيس الطور. يبلغ تعداد سكانها 1210 نسمة حسب الإحصاء الذي أجري عام 2004.